# 목포자연사박물관
목포자연사박물관은 전라남도 목포시 남농로 135에 위치한 대한민국의 공립 박물관이다. 2004년 개원한 박물관으로 기존에 있던 향토문화관을 문예역사관으로 흡수해 지금의 박물관이 됐다. 총 200여억 원이 투자돼 적자가 우려됐으나 주말마다 3,000여 명의 관람객이 찾고 있어 새로운 관광명소로 각광받고 있다.
지구의 역사와 서남권 해안의 자연생태 모습을 볼 수 있도록 고안된 박물관에서는 세계 각국에서 수집한 광물을 비롯해 공룡 종류의 뼈대 모형을 전시하고 있다. 총 12개 전시실로 개원 당시 전국 최대 규모로 개원했다. 총 면적 8,000여 평이며 수집된 자료만 36,000여 점에 달하고 있다.